# مارك أوليفر ايفرت
مارك أوليفر ايفرت (بالإنجليزية: Mark Oliver Everett)‏ (و. 1963  م) هو مغني، وموسيقي، ومنتج أسطوانات، وعازف قيثارة، وملحن، وعازف لوحة المفاتيح أمريكي، ولد في فرجينيا، يستخدم آلات قيثارة، وبيانو.

## وصلات خارجية
- مارك أوليفر ايفرت على موقع IMDb (الإنجليزية)
- مارك أوليفر ايفرت على موقع ميوزك برينز (الإنجليزية)
- مارك أوليفر ايفرت على موقع ميوزك برينز (الإنجليزية)
- مارك أوليفر ايفرت على موقع إن إن دي بي (الإنجليزية)
- مارك أوليفر ايفرت على موقع أول ميوزيك (الإنجليزية)
- مارك أوليفر ايفرت على موقع ديسكوغز (الإنجليزية)
- مارك أوليفر ايفرت على موقع ديسكوغز (الإنجليزية)

- مارك أوليفر ايفرت في قاعدة بيانات الأفلام على الإنترنت